# Attitude (tạp chí)
Attitude (cách điệu attitude) là một tạp chí phong cách và lối sống dành cho người đồng tính nam của Anh Quốc. Tạp chí này thuộc sở hữu của công ty Stream Publishing Limited. Attitude có cả dạng in giấy và điện tử. Số báo đầu tiên phát hành lần đầu vào tháng 5/1994. Phiên bản tại Thái Lan của báo ra mắt tháng 3/2011, phiên bản tại Việt Nam ra mắt tháng 11/2013, phiên bản tại Bỉ và Hà Lan ra mắt tháng 2/2017.
Một vài nghệ sĩ, người nổi tiếng từng lên trang bìa Attitude có thể kể đến như: Vương tử William, Boy George, Madonna, David Beckham, Michael Sam, Lady Gaga,  Tom Daley, RuPaul, Tom Hardy, Gareth Thomas, Ian Somerhalder, John Grant, Mark Wahlberg, Jonathan Groff, Andrew Scott, Tony Blair, Daniel Radcliffe, Heath Ledger, Nick Jonas, Naomi Campbell, Kevin McDaid, Kylie Minogue, Marilyn Manson, Elton John, McFly.

## Các phiên bản quốc tế

### Thái Lan
Nhà xuất bản GMM Inter Publishing, trực thuộc công ty giải trí GMM, lần đầu cho ra mắt phiên bản Thái Lan của tạp chí này vào tháng 3/2011. Các ngôi sao đã từng lên trang bìa có thể kể đến như: Ananda Everingham, Mario Maurer, Nadech Kugimiya, Utt Panichkul.

### Việt Nam
Phiên bản tiếng Việt của tạp chí Attitude lần đầu được xuất bản tại Việt Nam vào tháng 11/2013 do công ty Skyharp kết hợp cùng Nhà xuất bản Thanh Niên thực hiện. Hồ Vĩnh Khoa là người đầu tiên xuất hiện trên trang bìa của ấn phẩm này. Năm 2014, bản quyền Attitude tại Việt Nam được chuyển nhượng cho DWM - đơn vị đang phát triển ứng dụng hẹn hò PLUN dành cho người đồng tính. Đầu năm 2015, giám đốc DWM bất ngờ bị bắt vì điều hành đường dây đánh bạc trực tuyến, ấn phẩm Thái Độ Sống số Tết 2015 cũng vì thế mà không thể xuất bản.